# Udo Scholz (Stadionsprecher)
Udo Scholz (geboren am 15. April 1939 in Brügge bei Lüdenscheid; gestorben am 1. Juli 2020 in Ludwigshafen am Rhein) war ein deutscher Stadion- und Hallensprecher beim Fußball, Eishockey und Handball. Scholz gilt als Erfinder des Fußball-Schlachtgesangs „Zieht den Bayern die Lederhosen aus“.

## Leben und Karriere
Der Sohn eines Lokomotivführers, der nach eigener Aussage als 14-Jähriger im Bahnhof Brügge seine ersten Erfahrungen mit Mikrofonansagen sammelte, begann die Karriere am Stadion-Mikrofon 1962 bei seinem Heimatverein Rot-Weiß Lüdenscheid, wo er als Rechtsaußen spielte: Als Scholz sich verletzt hatte, wurde er gefragt, ob er für den erkrankten Stadionsprecher einspringen könne. In der folgenden Saison 1962/63 wurde Scholz dann von Borussia Dortmund als Stadionsprecher engagiert, in der er gleich den Meistertitel in der „Kampfbahn Rote Erde“ mitfeiern konnte, außerdem 1965 den Pokalsieg und 1966 den Europapokalsieg. Neun Jahre, bis 1972, blieb Scholz bei den Dortmundern.
Anschließend folgten jene 21 Jahre, die Scholz bundesweit bei den Fußballfans bekannt machten: von 1973 bis 1994 war er als Stadionsprecher des 1. FC Kaiserslautern die „Stimme vom Betzenberg“. Scholz war – anlässlich eines Spiels der Lautrer gegen Bayern München – Erfinder des Bundesliga-Schlachtgesangs „Zieht den Bayern die Lederhosen aus!“ nach der Melodie des Beatles-Songs Yellow Submarine. Mit den „Roten Teufeln“ aus Kaiserslautern feierte er 1990 den Gewinn des DFB-Pokals und 1991 die Meisterschaft. Parallel war Scholz bei den Heimspielen der „kleinen Roten Teufel“ tätig, beim Handball-Bundesligisten SG Leutershausen (deutscher Vizemeister 1992).
Im Jahr 1994 wechselte Scholz die Hauptsportart; bis 2019 war er regelmäßig Hallensprecher bei den Heimspielen des Eishockey-Bundesligisten Adler Mannheim, die er in deren Heimspielstätte – zunächst im Friedrichspark-Stadion, seit 2005 in der SAP-Arena – zu sieben der bis dahin acht Meisterschaften des Vereins und zwei Pokalsiegen begleitete. Nach seinem Vornamen ist seit 2005 das offizielle Maskottchen der SAP-Arena, ein Hamster, benannt. Weiterhin blieb Scholz auch in der zweiten und dritten Handball-Liga der SG Leutershausen als Hallensprecher treu.
Zu den Höhepunkten seiner Laufbahn gehörten die 50 von ihm moderierten A-Länderspiele der deutschen Fußballnationalmannschaft, darunter insbesondere die legendäre „Wasserschlacht gegen Polen“ in Frankfurt am Main bei der Fußball-Weltmeisterschaft 1974.
Scholz engagierte sich in vielfacher Weise für benachteiligte Kinder in Mannheim und Umgebung.
Am 1. Juli 2020 verstarb Udo Scholz in Ludwigshafen an den Folgen eines Herzstillstands. Am 21. Juli 2020 wurde Scholz auf dem Friedhof der pfälzischen Gemeinde Friedelsheim im Landkreis Bad Dürkheim beigesetzt. Auf der Urnen-Beerdigung hielt Daniel Hopp, der Geschäftsführer der Adler Mannheim, eine Trauerrede.

## Veröffentlichungen
- Ein Leben für das Mikrofon. Der Stadionsprecher der Adler Mannheim erinnert sich. Gerhard Hess Verlag, Bad Schussenried 2017, ISBN 978-3-87336-608-4 (Lebenserinnerungen)